# Jack Fisk
Jack Fisk (Canton, 19 de dezembro de 1945) é um diretor de arte norte-americano, colaborador frequente de Terrence Malick e David Lynch.

## Biografia
Fisk nasceu em Canton, Illinois, no dia 19 de dezembro de 1945. Seu primeiro trabalho na indústria do cinema foi como diretor de arte do filme Angels Hard as They Come. Nas décadas seguintes ele trabalharia em filmes como Phantom of the Paradise, Carrie, The Invasion, There Will Be Blood, Water for Elephants e The Master.
Ele também é um colaborador frequente dos diretores Terrence Malick e David Lynch. Do primeiro, Fisk já trabalhou em todos os seus filmes já lançados: Badlands, Days of Heaven, The Thin Red Line, The New World, The Tree of Life e To the Wonder. Do segundo, ele já trabalhou como ator em Eraserhead e como diretor de arte em The Straight Story e Mulholland Drive.
Fisk também já trabalhou como diretor, dirigindo os filmes Raggedy Man, Violets Are Blue..., Daddy's Dyin': Who's Got the Will? e Final Verdict, além de dois episódios da série On the Air, co-criada por Lynch.

## Vida pessoal
Fisk conheceu a atriz Sissy Spacek durante as gravações de Badlands. Ele se casaram em 12 de abril de 1974. Eles têm duas filhas, Schuyler Fisk e Madison Fisk.